# Williston (Floryda)
Williston – miasto w Stanach Zjednoczonych, w stanie Floryda, w hrabstwie Houston.